# Sara Baldi
Sara Baldi (Bergamo, 13 aprile 2000) è una calciatrice italiana, di ruolo attaccante.

## Carriera

### Club
Sara Baldi si appassiona al gioco del calcio fin da giovanissima, giocando dai 5/6 anni nella squadra giovanile maschile del paese di residenza. Notata dagli osservatori di Brescia e Mozzanica, a 11 anni, dopo aver effettuato dei provini con entrambe le società, decide di tesserarsi con quest'ultima, dove viene impiegata nelle giovanili giocando dalla formazione Giovanissime per passare dua anni più tardi alla Primavera.
Grazie alle prestazioni offerte in campionato, dalla stagione 2016-2017 è inserita in rosa nella formazione titolare guidata dal nuovo mister Elio Garavaglia facendo il suo esordio in Serie A il 1º ottobre 2016, alla 1ª giornata di campionato, dove la squadra viene sconfitta dalla Res Roma per 3-0. Solo una settimana più tardi, alla 2ª giornata, realizza la sua prima rete, nonché la sua prima doppietta, nel massimo livello del campionato italiano femminile di calcio, rimontando il gol dell'ex Sandy Iannella nell'incontro col Cuneo.
Dopo due stagioni al Mozzanica, nell'estate 2018 passa al Verona, rimanendo in Serie A.
A fine luglio 2020 cambia squadra, dopo due stagioni in Veneto, passando in prestito alla Fiorentina, con la quale partecipa anche alla Women's Champions League. Il 22 novembre 2020, nella gara di Coppa Italia contro il San Marino Academy, segna il primo goal con la nuova maglia. Si ripete nella gara di campionato segnando la seconda rete in viola sempre contro le Titane nel match che si chiuderà 3-1 in favore della Fiorentina. Nel luglio 2021 è stato concretizzato il trasferimento a titolo definitivo alla Fiorentina. Nella stagione 2021-2022 il nuovo tecnico Patrizia Panico decide di impiegarla in 16 incontri di campionato, risultando però poco prolifica, per lei una sola rete alla sua ex squadra del Verona nella vittoria esterna per 3-1 alla 6ª giornata, mentre in Coppa Italia gioca 3 dei 4 incontri della sua squadra prima della sua eliminazione ai quarti di finale.
Per la stagione successiva la società decide di cederla in prestito alla Sampdoria, allenata dall'ex viola Antonio Cincotta, dove Baldi condivide con le compagne le deludenti prestazioni complessive della squadra, complicate anche dall'esonero del tecnico in favore Salvatore Mango per la poule salvezza. Anche nella stagione 2022-2023 le capacità realizzative si limitano a due sole reti, una in campionato, l'unica blucerchiata nella sconfitta per 2-1 con il Milan alla 5ª giornata, e una in Coppa Italia, ai gironi eliminatori nella vittoria per 3-0 con il San Marino. La squadra poi, pur riacquistando una rocambolesca salvezza, viene sciolta dalla dirigenza del club e le sue giocatrici costrette ad accasarsi altrove o rientrare ai propri club di appartenenza. 
Durante la successiva sessione estiva di calciomercato la Fiorentina annuncia che verrà ceduta nuovamente in prestito, questa volta al Como andando così a rafforzare il reparto offensivo del club lariano per la stagione 2023-2024. Dopo aver speso la prima parte della stagione al Como, a fine gennaio 2024 è rientrata alla base, per tornare in prestito per la seconda parte della stagione nuovamente alla Sampdoria.

### Nazionale
Selezionata da Enrico Sbardella, responsabile delle Nazionali giovanili dell'Italia, da fine 2015 per vestire la maglia delle Azzurrine dell'Under-16, partecipa a tutti i tornei di categoria per poi passare, da giugno 2016, alla formazione Under-17, venendo schierata dal tecnico Rita Guarino durante la prima fase di qualificazione all'edizione di Repubblica Ceca 2017 del Campionato europeo di categoria.

## Statistiche

### Presenze e reti nei club
Statistiche aggiornate all'11 maggio 2025.
| Stagione          | Squadra           | Campionato        | Campionato | Campionato | Coppe nazionali | Coppe nazionali | Coppe nazionali | Coppe internazionali | Coppe internazionali | Coppe internazionali | Altre coppe | Altre coppe | Altre coppe | Totale | Totale |
| Stagione          | Squadra           | Comp              | Pres       | Reti       | Comp            | Pres            | Reti            | Comp                 | Pres                 | Reti                 | Comp        | Pres        | Reti        | Pres   | Reti   |
| ----------------- | ----------------- | ----------------- | ---------- | ---------- | --------------- | --------------- | --------------- | -------------------- | -------------------- | -------------------- | ----------- | ----------- | ----------- | ------ | ------ |
| 2016-2017         | Mozzanica         | A                 | 19         | 4          | CI              | 3               | 1               | -                    | -                    | -                    | -           | -           | -           | 22     | 5      |
| 2017-2018         | Mozzanica         | A                 | 13         | 0          | CI              | 4               | 0               | -                    | -                    | -                    | -           | -           | -           | 15     | 3      |
| Totale Mozzanica  | Totale Mozzanica  | Totale Mozzanica  | 32         | 4          |                 | 7               | 1               |                      | -                    | -                    |             | -           | -           | 36     | 5      |
| 2018-2019         | Verona            | A                 | 19         | 1          | CI              | 2               | 1               | -                    | -                    | -                    | -           | -           | -           | 21     | 2      |
| 2019-2020         | Verona            | A                 | 15         | 3          | CI              | -               | -               | -                    | -                    | -                    | -           | -           | -           | 15     | 3      |
| Totale Verona     | Totale Verona     | Totale Verona     | 34         | 4          |                 | 2               | 1               |                      | -                    | -                    |             | -           | -           | 36     | 5      |
| 2020-2021         | Fiorentina        | A                 | 13         | 4          | CI              | 3               | 1               | UWCL                 | 2                    | 0                    | SI          | 1           | 0           | 19     | 5      |
| 2021-2022         | Fiorentina        | A                 | 16         | 1          | CI              | 3               | 0               | -                    | -                    | -                    | -           | -           | -           | 19     | 1      |
| Totale Fiorentina | Totale Fiorentina | Totale Fiorentina | 29         | 5          |                 | 6               | 1               |                      | 2                    | 0                    |             | 1           | 0           | 38     | 6      |
| 2022-2023         | Sampdoria         | A                 | 17         | 1          | CI              | 1               | 1               | -                    | -                    | -                    | -           | -           | -           | 18     | 2      |
| 2023-gen. 2024    | Como              | A                 | 11         | 0          | CI              | 1               | 0               | -                    | -                    | -                    | -           | -           | -           | -      | -      |
| gen.-giu. 2024    | Sampdoria         | A                 | 13         | 2          | CI              | 1               | 0               | -                    | -                    | -                    | -           | -           | -           | 14     | 2      |
| 2024-2025         | Sampdoria         | A                 | 24         | 3          | CI              | 1               | 0               | -                    | -                    | -                    | -           | -           | -           | 25     | 3      |
| Totale Sampdoria  | Totale Sampdoria  | Totale Sampdoria  | 55         | 6          |                 | 2               | 0               |                      | -                    | -                    |             | -           | -           | 56     | 6      |
| Totale carriera   | Totale carriera   | Totale carriera   | 161        | 19         |                 | 19              | 4               |                      | 2                    | 0                    |             | 1           | 0           | 183    | 23     |